# Dan Auerbach
Dan Auerbach, född Daniel Quine Auerbach 14 maj 1979 i Akron, Ohio, är en amerikansk musiker, låtskrivare och producent av polskt och tyskt ursprung, känd som sångare och gitarrist i bluesrockbandet The Black Keys.
Auerbach bildade The Black Keys 2001 tillsammans med trummisen Patrick Carney. De albumdebuterade året efter med The Big Come Up, följt av Thickfreakness (2003), Rubber Factory (2004), Magic Potion (2006) och Attack & Release (2008). Efter att ha startat sin egen studio, Akron Analog, spelade Auerbach därefter in solodebutalbumet Keep It Hid, som gavs ut i februari 2009 på Nonesuch Records. The Black Keys nådde kommersiella framgångar med albumet Brothers (2010) vilka fortsatte med El Camino (2011) och Turn Blue (2014). Auerbach bildade 2015 bandet The Arcs som samma år gav ut albumet Yours, Dreamily,. Hans andra soloalbum, Waiting on a Song, gavs ut 2017.
Som producent har Auerbach arbetat med artister som Dr. John (Locked Down), Ray LaMontagne (Supernova), Lana Del Rey (Ultraviolence) och The Pretenders (Alone). Han tilldelades 2012 en Grammy som årets producent, icke-klassisk musik.

## Diskografi
Soloalbum
- 2009 – Keep It Hid
- 2017 – Waiting on a Song

Solosinglar
- "I Want Some More" (2009)
- "Heartbroken, In Disrepair" (2009)
- "Shine on Me" (2017)
- "Waiting on a Song" (12" / 2017)
- "Stand by My Girl" (2017)
- "King of a One Horse Town" (digital / 2017)

Album med The Black Keys
- 2002 – The Big Come Up
- 2003 – Thickfreakness
- 2004 – The Moan
- 2004 – Rubber Factory
- 2006 – Chulahoma (EP)
- 2006 – Magic Potion
- 2008 – Attack & Release
- 2010 – Brothers
- 2011 – El Camino
- 2014 – Turn Blue
- 2019 – Let's Rock

Album med Blakroc
- 2009 – Blakroc

Album med The Arcs
- 2015 – Yours, Dreamily,
- 2019 – The Arcs vs. The Inventors Vol. I